# Hitler's Daughter
Pour plus de détails, voir Fiche technique et Distribution.
Hitler's Daughter est un téléfilm américain de James A. Contner, diffusé le 26 septembre 1990 sur USA Network.

## Synopsis
la descendante du Führer est présente à l'élection présidentiel au état unis d'Amérique.

## Fiche technique
- Titre original : Hitler's Daughter
- Réalisation : James A. Contner
- Scénario : Sherman Gray, Christopher Canaan, d'après une nouvelle de Timothy B. Benford
- Montage : M. Scott Smith
- Musique : Joel McNeely
- Production : Richard Luke Rothschild
- Société(s) de production : Wilshire Court Productions
- Société(s) de distribution : Paramount Home Video
- Pays d'origine : États-Unis
- Année : 1990
- Langue originale : anglais
- Format : couleur
- Genre : thriller
- Durée : 88 minutes
- Dates de sortie : 
  -  États-Unis : 26 septembre 1990

## Distribution
- Patrick Cassidy : Ted Scott
- Melody Anderson : Sharon Franklin / Mary Lipscomb
- Veronica Cartwright : Patricia Benedict
- Kay Lenz : Leona Crawford Gordon
- Carolyn Dunn : Jill Breyer
- George R. Robertson :
- Gary Reineke : Holland
- Donald Davis : Dr Bauman
- Jonathan Welsh : Zimmerman
- Cec Linder : Trautman
- Nigel Bennett : Berger
- Clayton Ed McGibbon : Rutledge Gordon
- Frank Adamson : Mitchell
- Tom Butler : Dolan